# Artemia monica
Artemia monica е вид хрилоного от семейство Artemiidae. Видът не е застрашен от изчезване.

## Разпространение
Разпространен е в САЩ.